# Domaszék, Csongrád
Domaszék  este un sat în districtul Szeged, județul Csongrád, Ungaria, având o populație de 4.724 de locuitori (2011). 

## Demografie
Componența etnică a satului Domaszék
     Maghiari (96,33%)
     Români (1,19%)
     Necunoscut (0,78%)
     Alții (1,7%)
Componența confesională a satului Domaszék
     Romano-catolici (54,7%)
     Fără religie (15,45%)
     Reformați (3,15%)
     Atei (1,33%)
     Necunoscută (24,77%)
     Alte religii (2,24%)
Conform recensământului din 2011, satul Domaszék avea 4.724 de locuitori. Din punct de vedere etnic, majoritatea locuitorilor (96,33%) erau maghiari, cu o minoritate de români (1,19%). Apartenența etnică nu este cunoscută în cazul a 0,78% din locuitori.  Din punct de vedere confesional, majoritatea locuitorilor (54,7%) erau romano-catolici, existând și minorități de persoane fără religie (15,45%), reformați (3,15%) și atei (1,33%). Pentru 24,77% din locuitori nu este cunoscută apartenența confesională.